# Charlie White
Charlie White (Royal Oak, Michigan, 1987.október 24. –) amerikai jégtáncos, aki 1997 óta Meryl Davis párja a jégen.  Ők a 2010-es Téli Olimpia, valamint a 2010-es Világbajnokság ezüstérmesei, a 2009/2010-es szezon amerikai bajnokai, a 2009-es Négy Kontinens Bajnokság győztesei, valamint a 2009-es év Grand Prix Döntőjének aranyérmesei. Edzőik: Igor Shpilband és Marina Zoueva.

## Magánélete
White Royal Oak városában, Michiganben született. Jelenleg Ann Arborban él és Canton városában, Michiganben edz.
Charlie korábban jéghokizott, csapatával állami bajnokságot is nyertek. 2005-ben érettségizett. Jelenleg a Michigani Egyetem hallgatója.

## Karrierje
White 3 évesen kezdett korcsolyázni. Eredetileg egyesben és jégtáncosként is indult. Férfi korcsolyázóként bronzérmes lett a 2004-es bajnokságon, és juniorként nemzetközi versenyeken is részt vett. A 2005/2006-os szezon után már csak jégtáncosként lépett pályára. Davis és White 1997 óta versenyzik együtt.
A 2000/2001-es szezonban kvalifikáltak a 2001-es amerikai bajnokságra, ahol hatodik helyen végeztek mint újoncok. Következő szezonbán már ezüstérmesek lettek és feljebb léptek a junior szintre.
A 2003/2004-es szezon során másodikak lettek a nemzeti bajnokságban, így részt vehettek a 2004-es junior világbajnokságon, ahol a 13-ik helyen végeztek.
A 2004/2005-ös szezonban Charlie eltörte a bokáját még a válogatók előtt, így nem kvalifikálhattak a 2005-ös nemzeti bajnokságra.
A 2005/2006-os szezonra megerősödve tértek vissza. Második helyen végeztek a Junior Grand Prix Döntőben, megnyerték a nemzeti bajnokságot és harmadikak lettek a junior világbajnokságon.
A 2006/2007-es szezont már a felnőttek között kezdték. A 2007-es nemzeti bajnokságon bronzérmesek lettek, mely helyezéssel kvalifikáltak a 2007-es világbajnokságra. Első felnőtt világbajnokságukon a hetedik helyen végeztek.
2008-ban másodikak lettek a nemzeti bajnokságban, valamint a négy kontinens versenyen. A világbajnokságon a hatodik helyen végeztek.
A 2008/2009-es szezonban először kerültek Grand Prix Döntőbe, ahol bronzérmesek lettek. Megnyerték a hazai bajnokságot, amelyről  Belbin és Agosto sérülés miatt visszalépett. Megnyerték a négy kontinens versenyt is Virtue és Moir előtt. A világbajnokságon negyedikek lettek.
A 2009/2010-es szezonban megnyerték a Grand Prix Döntőt. A 2010-es Téli Olimpián eddigi legjobbjukat korcsolyázva másodkikak lettek Tessa Virtue és Scott Moir mögött. A világbajnokságon szintén ezüstérmesek lettek.
A 2010/2011-es szezonban az NHK Trophy és a Skate America Grand Prix versenyekre kaptak meghívást. Az NHK Trophy-t megnyerték, megelőzve a kanadai Weaver-Pojé párost, és az amerikai Shibutani testvéreket is.

## Programjai
| Szezon    | Rövid tánc                                                                            | Szabad Program                                                                                              | Gála                                                            |
| --------- | ------------------------------------------------------------------------------------- | --- | --------------------------------------------------------------- |
| 2013–2014 | My Fair Lady Frederic Loewe                                                           | Seherezádé Nikolai Rimsky-Korsakov                                                                          |                                                                 |
| 2012–2013 | Giselle Adolphe Adam                                                                  | Notre-Dame de Paris by Riccardo Cocciante                                                                   | Fade Into You Sam Palladio & Clare Bowen Someone Like You Adele |
| 2011–2012 | Batucadas Mitoka Samba Life is a Carnival various artists On The Floor Jennifer Lopez | Die Fledermaus Ifj. Johann Strauss                                                                          | Someone Like You Adele                                          |

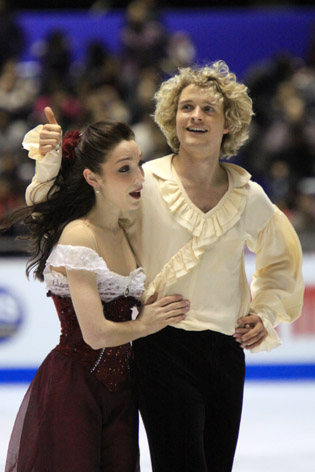

| 2010–2011 | La Traviata Giuseppe Verdi La Vie Boheme Giacomo Puccini                              | Il Postino Luis Bacalov Payadora (Forever Tango) Lisandro Adrover Recuerdo (Forever Tango) Lisandro Adrover | The Way I Am Ingrid Michaelson Rhythm of Love Plain White T's   |
| Szezon    | Original Program                                                                      | Szabad Program                                                                                              | Gála                                                            |
| 2009–2010 | Kajra Re Shankar Mahadevan, Ehsaan Noorani & Loy Mendonsa                             | Az Operaház Fantomja Andrew Lloyd Webber                                                                    | Billie Jean David Cook                                          |
| 2008–2009 | Happy Feet Jack Yellen & Milton Ager 20's Piano Original Composition Joe Laduke       | Sámson és Delila (opera) Camille Saint-Saëns S'Apre Per Te Il Mio Cuore Filippa Giordano                    | Don't Stop Me Now Queen                                         |
| 2007–2008 | Kalinka Ivan Larionov                                                                 | Eleanor's Dream The Beatles                                                                                 | A Tengeren túlon Kevin Spacey                                   |
| 2006–2007 | A Los Amigos Astor Piazzolla                                                          | Prince Igor Alexander Borodin                                                                               | A Tengeren túlon Kevin Spacey                                   |
| 2005–2006 | Ran Kan Kan – En Los Pasos de mi Padre Tito Puente Bésame Mucho Nána Múszhuri         | Sarabande Händel                                                                                            |                                                                 |
| 2004–2005 | Bésame Mucho Nána Múszhuri                                                            | Sarabande Händel                                                                                            |                                                                 |
| 2003–2004 | Pennsylvania 6-5000 That's All Right This Cat's on a Hot Tin Roof                     | Hasta Que te Conoci De Mis Manos Voy a Conquistarte Que Viva la Alegria Raúl di Blasio                      |                                                                 |
| 2002–2003 | Die Fledermaus Ifj. Johann Strauss                                                    | Chocolat Rachel Portman                                                                                     |                                                                 |

## Eredményei

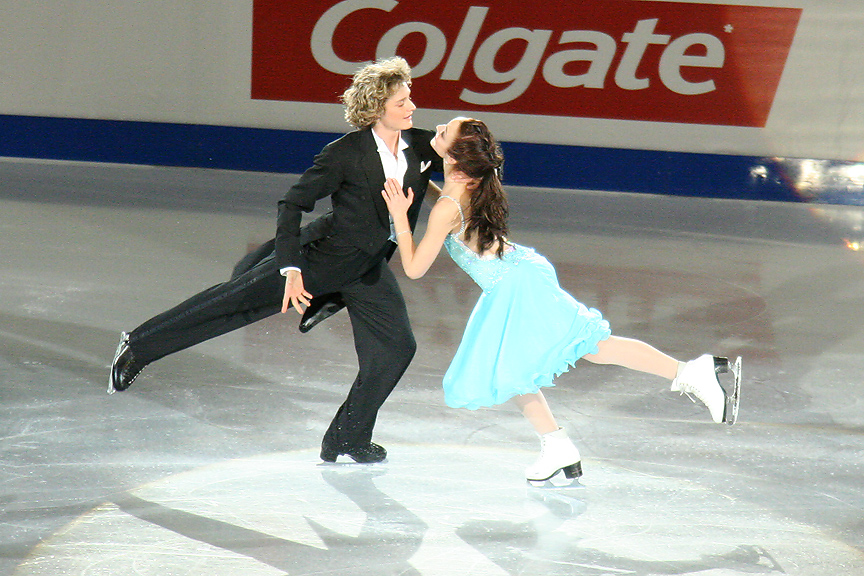
Davis és White a 2006-os Skate Canada Grand Prix versenyen.

| Event                    | 2006–07 | 2007–08 | 2008–09 | 2009–10 | 2010-11 | 2011–12 | 2012–13 | 2013–14 |
| ------------------------ | ------- | ------- | ------- | ------- | ------- | ------- | ------- | ------- |
| Téli Olimpiai Játékok    |         |         |         | 2.      |         |         |         |         |
| Világbajnokság           | 7.      | 6.      | 4.      | 2.      | 1.      | 2.      | 1.      |         |
| Négy Kontinens Bajnokság | 4.      | 2.      | 1.      |         | 1.      | 2.      | 1.      |         |
| Amerikai Bajnokság       | 3.      | 2.      | 1.      | 1.      | 1.      | 1.      | 1.      |         |
| Grand Prix Döntő         |         |         | 3.      | 1.      | 1.      | 1.      | 1.      |         |
| Cup of Russia            |         |         | 3.      | 1.      |         | 1.      |         |         |
| NHK Trophy               | 4.      |         |         | 1.      | 1.      |         | 1.      |         |
| Skate America            |         | 4.      |         |         | 1.      | 1.      | 1.      | 1.      |
| Skate Canada             | 4.      |         | 1.      |         |         |         |         |         |
| Trophee Eric Bompard     |         | 3.      |         |         |         |         |         |         |
| Nebelhorn Trophy         |         |         |         | 1.      |         |         |         |         |